# Luca Marini
‌
Luca Marini, né le 10 août 1997 à Urbino, est un pilote de vitesse moto italien. Il est le frère utérin de Valentino Rossi.

## Biographie

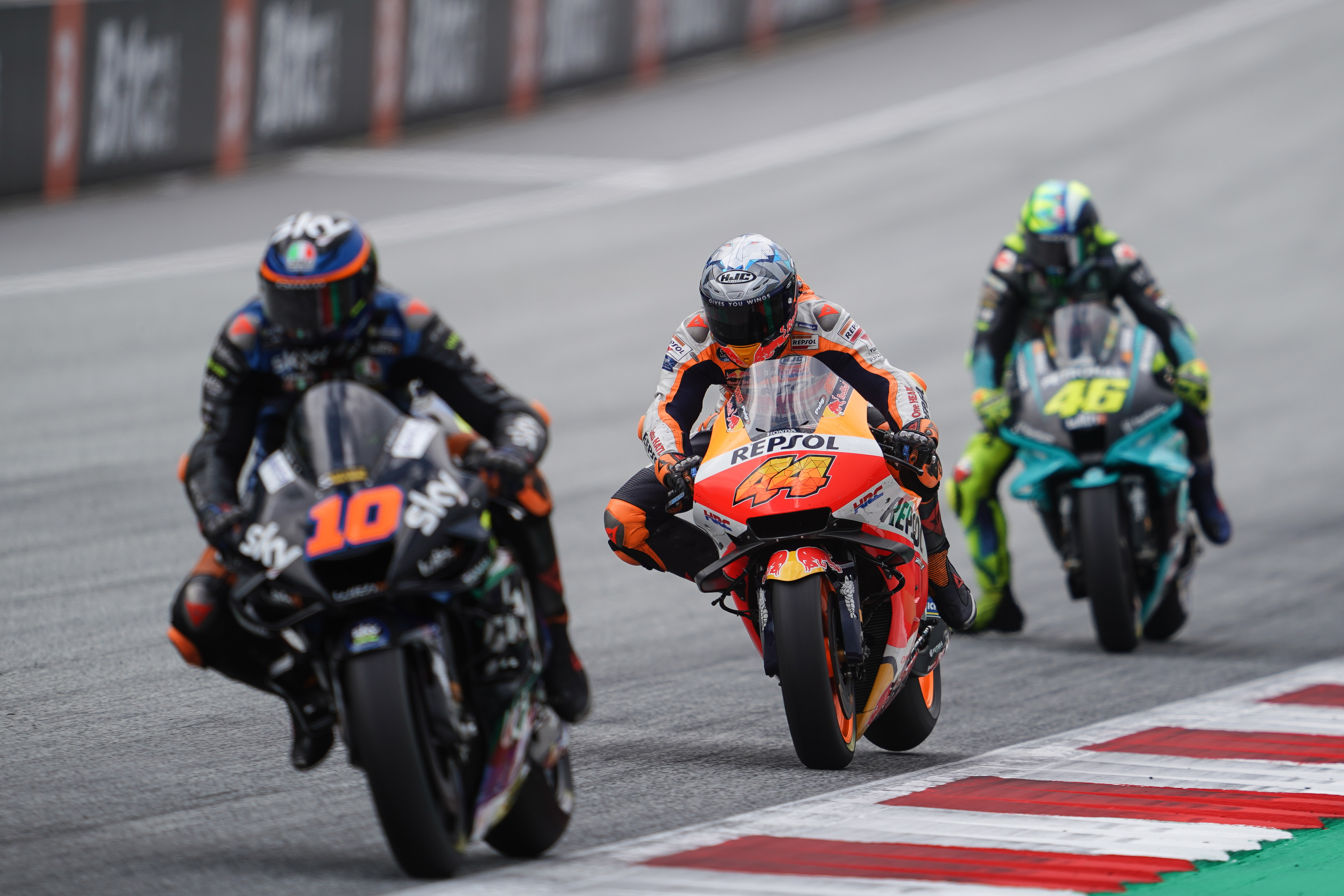
Luca Marini au Grand Prix de Styrie en 2021.

Luca Marini débute en championnat du monde en 2013 grâce à une wild card de l'équipe Twelve Racing lui permettant de participer au Grand Prix moto de Saint-Marin dans la catégorie Moto3.
En 2015, c'est au tour de l'équipe Pons Racing de lui offrir une wild card, cette fois dans la catégorie Moto2.
En 2016, il intègre l'équipe Forward Racing pour sa première saison en championnat du monde dans la catégorie Moto2. En 2017, il courra de nouveau dans cette équipe. Pour la saison 2018, Luca Marini intègre le Sky racing team VR46.
En 2020, pour sa dernière saison en Moto2 au guidon de la Kalex du VR46, il se bat avec Enea Bastianini pour le championnat jusqu’au dernier GP au Portugal sur le circuit de Portimao. Il termine vice-champion du monde dans la catégorie Moto2.
À l'arrivée du Grand Prix d'Andalousie 2020, Luca Marini (2e) et Marco Bezzecchi (3e), compatriotes et coéquipiers au SKY Racing Team VR46, ont voulu se féliciter une fois le drapeau à damiers franchi mais les guidons des deux Kalex se sont touchés, provoquant leur chute à basse vitesse ; aucun des pilotes n'a été blessé.
Il signe pour la saison 2021 en catégorie MotoGP dans le team Esponsorama Racing (ex Avintia) où il aura pour équipier Enea Bastianini. En 2022, il rejoint le nouvelle équipe Sky Racing Team VR46 de son frère Valentino Rossi. Il y est le coéquipier de Marco Bezzecchi, comme en 2020 en Moto2.
Il s'engage pour 2024 et 2025 avec l'écurie officielle Honda en remplacement de Marc Márquez et a comme coéquipier Joan Mir.

## Statistiques

### Statistiques par catégorie
(Mise à jour après le Grand Prix moto solidaire de Barcelone 2024)
| Année | Catégorie | Moto      | Courses | Victoires | Podiums | Pole | M.tours | Points | Classement |
| ----- | --------- | --------- | ------- | --------- | ------- | ---- | ------- | ------ | ---------- |
| 2013  | Moto3     | FTR Honda | 1       | 0         | 0       | 0    | 0       | 0      | NC         |
| 2015  | Moto2     | Kalex     | 1       | 0         | 0       | 0    | 0       | 0      | NC         |
| 2016  | Moto2     | Kalex     | 18      | 0         | 0       | 0    | 1       | 34     | 23e        |
| 2017  | Moto2     | Kalex     | 16      | 0         | 0       | 0    | 0       | 59     | 15e        |
| 2018  | Moto2     | Kalex     | 18      | 1         | 5       | 2    | 1       | 147    | 7e         |
| 2019  | Moto2     | Kalex     | 19      | 2         | 4       | 1    | 2       | 190    | 6e         |
| 2020  | Moto2     | Kalex     | 15      | 3         | 6       | 2    | 1       | 196    | 2e         |
| 2021  | MotoGP    | Ducati    | 18      | 0         | 0       | 0    | 0       | 41     | 19e        |
| 2022  | MotoGP    | Ducati    | 20      | 0         | 0       | 0    | 1       | 120    | 12e        |
| 2023  | MotoGP    | Ducati    | 18      | 0         | 2       | 2    | 0       | 201    | 8e         |
| 2024  | MotoGP    | Honda     | 19      | 0         | 0       | 0    | 0       | 14     | 22e        |
| 2025  | MotoGP    | Honda     | 1       | 0         | 0       | 0    | 0       | 12     | 12e        |
| Total |           |           | 164     | 6         | 17      | 7    | 6       | 1014   |            |

- Saison en cours.

### Par catégorie
(Mise à jour après le Grand Prix moto de Thailande 2025)
| Cat.   | Année     | 1er GP   | 1er Podium | 1re Victoire | Courses | Victoires | Podiums | Pole | M.tours¹ | Points | Titres |
| ------ | --------- | -------- | ---------- | ------------ | ------- | --------- | ------- | ---- | -------- | ------ | ------ |
| Moto3  | 2013      | RSM 2013 |            |              | 1       | 0         | 0       | 0    | 0        | 0      | 0      |
| Moto2  | 2015-2020 | RSM 2015 | ALL 2018   | MAL 2018     | 87      | 6         | 15      | 5    | 5        | 626    | 0      |
| MotoGP | 2021-     | QAT 2021 | AME 2023   |              | 76      | 0         | 2       | 2    | 1        | 388    | 0      |
| Total  | 2013-     |          |            |              | 164     | 6         | 17      | 7    | 6        | 1014   | 0      |

### Résultats par année
| Sais  | Cat    | Moto      | 1       | 2      | 3       | 4       | 5        | 6       | 7       | 8       | 9       | 10     | 11      | 12      | 13      | 14      | 15       | 16     | 17      | 18      | 19      | 20     | 21  | 22  | Clas | Pts |
| ----- | ------ | --------- | ------- | ------ | ------- | ------- | -------- | ------- | ------- | ------- | ------- | ------ | ------- | ------- | ------- | ------- | -------- | ------ | ------- | ------- | ------- | ------ | --- | --- | ---- | --- |
| 2013  | Moto3  | FTR Honda | QAT     | AME    | ESP     | FRA     | ITA      | CAT     | NED     | GER     | IND     | CZE    | GBR     | RSM Ab. | ARA     | MAL     | AUS      | JAP    | VAL     |         |         |        |     |     | NC   | 0   |
| 2015  | Moto2  | Kalex     | QAT     | AME    | ARG     | ESP     | FRA      | ITA     | CAT     | NED     | GER     | IND    | CZE     | GBR     | RSM 21  | ARA     | JAP      | AUS    | MAL     | VAL     |         |        |     |     | 0    | NC  |
| 2016  | Moto2  | Kalex     | QAT 10  | ARG 18 | AME Ab. | ESP 16. | FRA 12   | ITA Ab. | CAT Ab. | NED Ab. | GER 6   | AUT 17 | CZE Ab. | GBR Ab. | RSM 13  | ARA 25  | JAP 12   | AUS 16 | MAL 9   | VAL 22  |         |        |     |     | 23e  | 34  |
| 2017  | Moto2  | Kalex     | QAT 6   | ARG 12 | AME 10  | ESP 5   | FRA Ab.  | ITA 6   | CAT DNS | NED Ab. | GER DNS | CZE 4  | AUT Ab. | GBR 11  | RSM Ab. | ARA Ab. | JAP Ab.  | AUS 23 | MAL Ab. | VAL 23  |         |        |     |     | 23e  | 34  |
| 2018  | Moto2  | Kalex     | QAT 9   | ARG 16 | AME 13  | SPA Ab. | FRA Ab.  | ITA 7   | CAT 17  | NED 8   | GER 3   | CZE 2  | AUT 3   | GBR C   | RSM Ab. | ARA 11  | THA 2    | JAP 9  | AUS 5   | MAL 1   | VAL Ab. |        |     |     | 7e   | 147 |
| 2019  | Moto2  | Kalex     | QAT 8   | ARG 7  | AME 6   | SPA 8   | FRA 13   | ITA 2   | CAT 6   | NED 3   | GER 10  | CZE 5  | AUT Ab. | GBR 9   | RSM 11  | ARA 4   | THA 1    | JPN 1  | AUS Ab. | MAL 10  | VAL 8   |        |     |     | 6e   | 190 |
| 2020  | Moto2  | Kalex     | QAT Ab. | ESP 1  | AND 2   | CZE 4   | AUT 2    | STY 7   | RSM 1   | EMR 4   | CAT 1   | FRA 17 | ARA Ab. | TER 11  | EUR 6   | VAL 5   | POR 2    |        |         |         |         |        |     |     | 2e   | 196 |
| 2021  | MotoGP | Ducati    | QAT 16  | DOH 18 | POR 12  | SPA 15  | FRA 12   | ITA 17  | CAT 12  | GER 15  | NED 18  | STY 14 | AUT 5   | GBR 15  | ARA 20  | RSM 19  | AME 14   | EMI 9  | ALR 12  | VAL 17  |         |        |     |     | 19e  | 41  |
| 2022  | MotoGP | Ducati    | QAT 13  | INA 14 | ARG 11  | AME 17  | POR 12   | SPA 16  | FRA 9   | ITA 6   | CAT 6   | GER 5  | NED 17  | GBR 12  | AUT 4   | RSM 4   | ARA 7    | JAP 6  | THA 23  | AUS 6   | MAL Ab. | VAL 7  |     |     | 12e  | 120 |
| 2023  | MotoGP | Ducati    | POR Ab. | ARG 83 | AME 27  | ESP 6   | FRA Ab.4 | ITA 45  | ALL 54  | NED 7   | GBR 7   | AUT 3  | CAT 11  | RSM 97  | IND DNS | JPN DNS | INA Ab.2 | AUS 12 | THA 73  | MAL 109 | QAT 3   | VAL 9  |     |     | 8e   | 201 |
| 2024  | MotoGP | Honda     | QAT 20  | POR 17 | AME 16  | ESP 17  | FRA 16   | CAT 17  | ITA 20  | NED 17  | ALL 15  | GBR 17 | AUT Ab. | ARA 17  | RSM DNS | EMI 12  | INA Ab.  | JPN 14 | AUS 14  | THA 12  | MAL 15  | SLD 16 |     |     | 22e  | 14  |
| 2025* | MotoGP | Honda     | THA 12  | ARG 10 | AME 8   | QAT     | ESP      | FRA     | GBR     | ARA     | ITA     | NED    | ALL     | TCH     | AUT     | HON     | CAT      | RSM    | JPN     | IND     | AUS     | MAL    | POR | VAL | 9e*  | 20* |

*Saison en cours

## Palmarès

### Victoire en Moto2: 6
| Année | Lieu du Grand Prix             | Circuit                               | Ville                |
| ----- | ------------------------------ | ------------------------------------- | -------------------- |
| 2018  | Grand Prix moto de Malaisie    | Circuit international de Sepang       | Sepang               |
| 2019  | Grand Prix moto de Thaïlande   | Circuit international de Buriram      | Buriram              |
| 2019  | Grand Prix moto du Japon       | Twin Ring Motegi                      | Motegi               |
| 2020  | Grand Prix moto d'Espagne      | Circuit permanent de Jerez            | Jerez de la Frontera |
| 2020  | Grand Prix moto de Saint-Marin | Misano World Circuit Marco Simoncelli | Misano               |
| 2020  | Grand Prix moto de Catalogne   | Circuit de Catalogne                  | Barcelone            |